# Varietal
Varietal significa, em enologia, o vinho elaborado com único tipo de casta de uva ou praticamento só com uma. Se consideram varietais os vinhos que contém 100% de uma casta, ou de 75% a 85% de uma uva principal (dependendendo de cada país). Exemplo de uvas usadas em varietais: Cabernet Sauvignon, Merlot, Tempranillo, Chardonnay, etc.
Vinhos que apresentam mais de um nome de uva em sua composição, não devem ser considerados varietais.
Também se chama varietal ao carácter aromático de um vinho no qual predomina o aroma de uma determinada variedade de uva.